# استفن اف. مارتین
استفن اف مارتین (انگلیسی: Stephen F. Martin) دانشمند در زمینه شیمی آلی اهل ایالات متحده آمریکا است.